# 1985 w filmie
Wydarzenia filmowe w 1985 roku.

## Wydarzenia
- 12 stycznia – Paryż, premiera filmu Danton Andrzeja Wajdy

## Premiery

### Filmy polskie
| Data            | Tytuł filmu                    | Kraj   | Reżyseria                                                              | Obsada |
| --------------- | ------------------------------ | ------ | ---------------------------------------------------------------------- | --- |
| 1 stycznia      | Szczęśliwe dni Muminków        | Polska | Lucjan Dembiński Krystyna Kulczycka Jadwiga Kudrzycka Dariusz Zawilski | Dubbing: Michał Szewczyk, Barbara Borkowska, Andrzej Herder, Stanisław Kwaśniak                                           |
| 7 stycznia      | Szaleństwa panny Ewy           | Polska | Kazimierz Tarnas                                                       | Dorota Grzelak, Piotr Fronczewski, Emilian Kamiński, Zdzisław Kozień, Anna Milewska                                       |
| 7 stycznia      | Szkoda twoich łez              | Polska | Stanisław Lenartowicz                                                  | Izabela Trojanowska, Krzysztof Chamiec, Barbara Gołaska, Mieczysław Hryniewicz                                            |
| 14 stycznia     | Fucha                          | Polska | Michał Dudziewicz                                                      | Marian Kociniak, Jerzy Bończak, Bogdan Baer, Ludwik Benoit, Leon Niemczyk                                                 |
| 21 stycznia     | Ręce do góry                   | Polska | Jerzy Skolimowski                                                      | Jerzy Skolimowski, Joanna Szczerbic, Tadeusz Łomnicki, Adam Hanuszkiewicz, Bogumił Kobiela                                |
| 28 stycznia     | O-bi, o-ba. Koniec cywilizacji | Polska | Piotr Szulkin                                                          | Jerzy Stuhr, Krystyna Janda, Mariusz Dmochowski, Marek Walczewski, Jan Nowicki                                            |
| 4 lutego        | Fetysz                         | Polska | Krzysztof Wojciechowski                                                | Jan Prochyra, Ewa Ziętek, Ludwik Benoit, Tomasz Wojciechowski                                                             |
| 4 lutego        | Mgła                           | Polska | Adam Kuczyński                                                         | Jan Frycz, Ewa Wiśniewska, Maciej Kozłowski, Bożena Adamek, Michał Breitenwald                                            |
| 15 lutego       | Nadzór                         | Polska | Wiesław Saniewski                                                      | Ewa Błaszczyk, Teresa Sawicka, Grażyna Szapołowska, Gabriela Kownacka, Justyna Kulczycka                                  |
| 18 lutego       | Przeklęte oko proroka          | /      | Paweł Komorowski                                                       | Lubomir Cwetkow, Zbigniew Borek, Andrzej Kozak, Aleksander Goczew, Djoko Rosić                                            |
| 25 lutego       | Rok spokojnego słońca          | /      | Krzysztof Zanussi                                                      | Maja Komorowska, Scott Wilson, Hanna Skarżanka, Ewa Dałkowska, Vadim Glowna                                               |
| 3 marca         | Przyspieszenie                 | Polska | Zbigniew Rebzda                                                        | Krzysztof Kolberger, Beata Tyszkiewicz, Hanna Stankówna, Grażyna Szapołowska                                              |
| 11 marca        | Sny i marzenia                 | Polska | Paweł Pitera Janusz Petelski                                           | Janusz Kłosiński, Alfred Freudenheim, Andrzej Karolak, Magdalena Gniazdowska                                              |
| 25 marca        | Baryton                        | Polska | Janusz Zaorski                                                         | Zbigniew Zapasiewicz, Piotr Fronczewski, Janusz Bylczyński, Marcin Troński                                                |
| 8 kwietnia      | Alabama                        | Polska | Ryszard Rydzewski                                                      | Maria Probosz, Beata Maj, Grzegorz Matysik, Teresa Lipowska, Zdzisław Kozień                                              |
| 15 kwietnia     | W starym dworku                | Polska | Andrzej Kotkowski                                                      | Beata Tyszkiewicz, Grażyna Szapołowska, Gustaw Holoubek, Jerzy Bończak, Tadeusz Chudecki                                  |
| 29 kwietnia     | Dolina szczęścia               | Polska | Krzysztof Nowak                                                        | Michał Juszczakiewicz, Zbigniew Buczkowski, Gustaw Lutkiewicz, Michał Leśniak                                             |
| 6 maja          | Vabank II, czyli riposta       | Polska | Juliusz Machulski                                                      | Jan Machulski, Leonard Pietraszak, Witold Pyrkosz, Bronisław Wrocławski                                                   |
| 17 maja         | Smażalnia story                | Polska | Józef Gębski                                                           | Zbigniew Buczkowski, Zdzisław Smektała, Wiesław Drzewicz, Wojciech Brzozowicz                                             |
| 3 czerwca       | Piętno                         | Polska | Ryszard Czekała                                                        | Maciej Góraj, Grażyna Skorłutowska, Zdzisław Kozień, Anna Milewska                                                        |
| 10 czerwca      | Yesterday                      | Polska | Radosław Piwowarski                                                    | Piotr Siwkiewicz, Anna Kaźmierczak, Andrzej Zieliński, Krzysztof Majchrzak                                                |
| 17 czerwca      | Bez końca                      | Polska | Krzysztof Kieślowski                                                   | Grażyna Szapołowska, Maria Pakulnis, Aleksander Bardini, Jerzy Radziwiłowicz, Artur Barciś                                |
| 12 sierpnia     | Miłość z listy przebojów       | Polska | Marek Nowicki                                                          | Adrianna Biedrzyńska, Tomasz Dedek, John Porter, Marzena Trybała, Danuta Kisiel                                           |
| 19 sierpnia     | Sprawa się rypła               | Polska | Janusz Kidawa                                                          | Franciszek Pieczka, Anna Miesiączek, Roch Sygitowicz, Wawrzyn Pytlarz, Justyna Pilarz                                     |
| 29 sierpnia     | Romans z intruzem              | Polska | Waldemar Podgórski                                                     | Aleksander Mikołajczak, Klaus-Peter Thiele, Katarzyna Pawlak, Zbigniew Buczkowski                                         |
| 2 września      | Kobieta w kapeluszu            | Polska | Stanisław Różewicz                                                     | Hanna Mikuć, Maria Czubasiewicz, Barbara Dziekan, Krzysztof Gosztyła, Magdalena Wołłejko                                  |
| 4 września      | Kim jest ten człowiek          | Polska | Ewa Petelska Czesław Petelski                                          | Henryk Talar, Ewa Szykulska, Wieńczysław Gliński, Krzysztof Chamiec                                                       |
| 9 września      | Pobojowisko                    | Polska | Jan Budkiewicz                                                         | Janusz Rafał Nowicki, Halina Bednarz, Jacek Strama, Karin Gregorek, Zygmunt Malanowicz                                    |
| 10 września     | Dom wariatów                   | Polska | Marek Koterski                                                         | Tadeusz Łomnicki, Bohdana Majda, Marek Kondrat, Leszek Teleszyński, Anna Nehrebecka                                       |
| 20 września     | Zabicie ciotki                 | Polska | Grzegorz Królikiewicz                                                  | F. Robert Herubin, Maria Klejdysz, Wanda Łuczycka, Krystyna Feldman, Ewa Zdzieszyńska                                     |
| 23 września     | Pismak                         | Polska | Wojciech Jerzy Has                                                     | Wojciech Wysocki, Gustaw Holoubek, Jan Peszek, Zdzisław Wardejn, Gabriela Kownacka                                        |
| 30 września     | Przemytnicy                    | Polska | Włodzimierz Olszewski                                                  | Joachim Lamża, Janusz Gajos, Bożena Dykiel, Katarzyna Litwin, Renata Kretówna                                             |
| 7 października  | Idol                           | Polska | Feliks Falk                                                            | Krzysztof Pieczyński, Ewa Żukowska, Jerzy Kamas, Tadeusz Huk, Witold Dębicki                                              |
| 14 października | Medium                         | Polska | Jacek Koprowicz                                                        | Władysław Kowalski, Michał Bajor, Grażyna Szapołowska, Jerzy Stuhr Jerzy Zelnik, Ewa Dałkowska, Jerzy Nowak, Henryk Bista |
| 18 października | Cień już niedaleko             | Polska | Kazimierz Karabasz                                                     | Mariusz Dmochowski, Jarosław Kopaczewski, Włodzimierz Kwaskowski, Michał Bajor                                            |
| 21 października | Och, Karol                     | Polska | Roman Załuski                                                          | Jan Piechociński, Dorota Kamińska, Marta Klubowicz, Danuta Kowalska, Jolanta Nowak                                        |
| 11 listopada    | Kobieta z prowincji            | Polska | Andrzej Barański                                                       | Ewa Dałkowska, Ryszarda Hanin, Bożena Dykiel, Magdalena Michalak                                                          |
| 15 listopada    | …jestem przeciw                | Polska | Andrzej Trzos- Rastawiecki                                             | Daniel Olbrychski, Rafał Wieczyński, Ewa Dałkowska, Zbigniew Zapasiewicz, Anna Gornostaj                                  |
| 18 listopada    | Przeznaczenie                  | Polska | Jacek Koprowicz                                                        | Mariusz Benoit, Michał Bajor, Anna Dymna, Katarzyna Figura, Elżbieta Karkoszka                                            |
| 25 listopada    | Diabelskie szczęście           | Polska | Franciszek Trzeciak                                                    | Franciszek Trzeciak, Renata Husarek, Tatiana Sosna-Sarno, Józefa Trzeciak                                                 |
| 29 listopada    | Porwanie                       | /      | Stanisław Jędryka                                                      | Djoko Rosić, Cwetana Manewa, Kosta Conew, Dosio Dosew, Janusz Bukowski                                                    |
| 26 grudnia      | Ślady wilczych zębów           | /      | Jiří Svoboda                                                           | Jana Brejchová, Ladislav Křiváček, Evelyna Steimarová, Milan Kňažko, Marek Probosz                                        |

### Filmy zagraniczne
- Powrót do przyszłości (Back to the Future) – reż. Robert Zemeckis
- Pożegnanie z Afryką (Out of Africa) – reż. Sydney Pollack
- Honor Prizzich (Prizzi’s Honor) – reż. John Huston
- Rocky IV – reż. Sylvester Stallone
- Kokon (Cocoon) – reż. Ron Howard
- Pocałunek kobiety pająka (Kiss of the Spider Woman) – reż. Héctor Babenco
- Szpiedzy tacy jak my (A Spies Like Us) – z Danem Aykroydem i Chevym Chase’em
- Toksyczny mściciel (Toxic Avenger) – reż. Lloyd Kaufman
- Uciekający pociąg – reż. Andriej Konczałowski
- Wsi moja sielska, anielska (Vesničko má, středisková) – reż. Jiří Menzel
- Zabójczy widok (A View to a Kill) – film z serii o Jamesie Bondzie
- 7 września: Moja piękna pralnia (My Beautiful Laundrette) – reż. Stephen Frears
- We Are Born of Stars
- Słowo gliny (Parole de flic) – reż. José Pinheiro
- Smyrtta może da poczaka (Смъртта може да почака)  – reż. Aleksandyr Tomow

## Nagrody filmowe

### Oskary
- Najlepszy film – Pożegnanie z Afryką
- Najlepszy aktor – William Hurt Pocałunek kobiety pająka
- Najlepsza aktorka – Anjelica Huston Honor Prizzich
- Wszystkie kategorie: Oskary w roku 1985

### Festiwal w Cannes
- Złota Palma: Emir Kusturica – Tata w podróży służbowej (Otac na sluzbenom putu)

### Festiwal w Berlinie
- Złoty Niedźwiedź:
  - Rainer Simon – Kobieta i obcy
  - David Hare – Wetherby

### Festiwal w Wenecji
- Złoty Lew: Agnès Varda – Bez dachu i praw

### XFestiwal Polskich Filmów Fabularnych
- Złote Lwy Gdańskie: Kobieta w kapeluszu – reż. Stanisław Różewicz

## Urodzili się
- 14 lutego – Laura Samojłowicz, polska aktorka
- 19 lutego – Arielle Kebbel, amerykańska aktorka
- 24 marca – Haruka Ayase, japońska aktorka
- 26 marca – Keira Knightley, angielska aktorka
- 2 lipca – Jakub Wesołowski, polski aktor
- 2 września – Michał Meyer, polski aktor
- 28 listopada – Justyna Wasilewska, polska aktorka

## Zmarli
- 14 stycznia – June Tripp, brytyjska aktorka filmowa i teatralna (ur. 1901)
- 24 lutego – Hal C. Kern, amerykański montażysta i producent filmowy (ur. 1894)
- 6 kwietnia – Stanisław Zaczyk, polski aktor (ur. 1923)
- 7 maja – Adam Bahdaj, polski scenarzysta (ur. 1918)
- 12 lipca – Henryk Hunko, polski aktor (ur. 1924)
- 29 lipca – Piotr Lutczyn, polski reżyser filmów animowanych, scenarzysta i scenograf (ur. 1923)
- 30 września – Simone Signoret, francuska aktorka (ur. 1921)
- 2 października – Rock Hudson, amerykański aktor (ur. 1925)
- 27 października – Tola Mankiewiczówna, polska aktorka (ur. 1900)
- 31 grudnia – Ricky Nelson, amerykański aktor, piosenkarz i gitarzysta (ur. 1940)